# Organizația Mondială a Proprietății Intelectuale

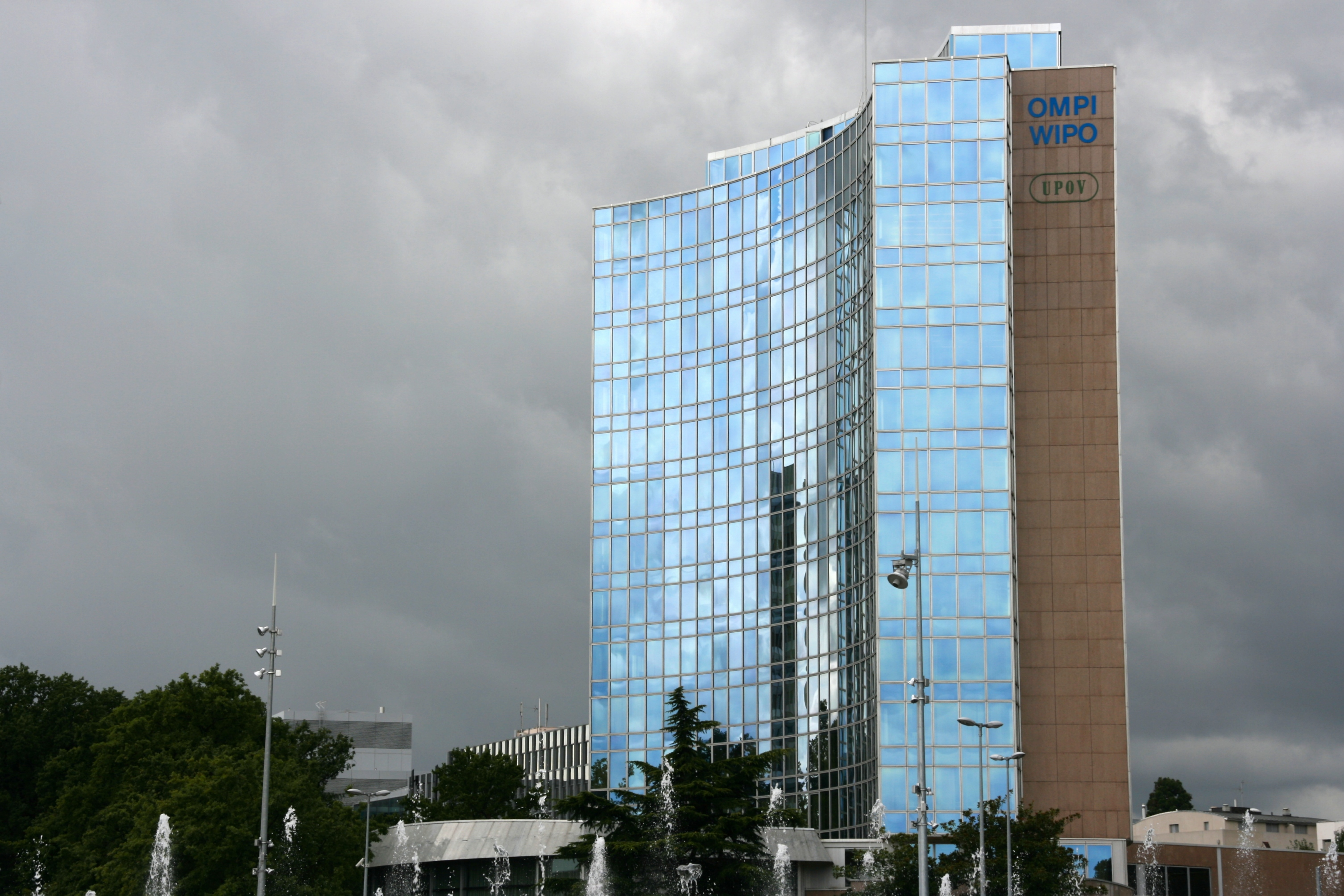
Sediul din Geneva

Organizația Mondială a Proprietății Intelectuale (conform denumirii originale din engleză, [The] World Intellectual Property Organization sau WIPO) este una din agențiile specializate ale Națiunilor Unite. WIPO a fost creată în 1967 cu scopul declarat de a încuraja activitatea creatoare și promovarea proprietății intelectuale oriunde în lume.
WIPO are în mod curent 183 de state membre, administrează 23 de tratate internaționale, având sediul mondial în Geneva, Elveția. Primul  Director-General al WIPO a fost Kamil Idris.

## Istoric
Organizația de aceeași factură, care a precedat WIPO a fost BIRPI (Bureaux Internationaux Réunis pour la Protection de la Propriété Intellectuelle, acronim din franceză însemnând Biroul Internațional Unit pentru Protecția Proprietății Intelectuale), care a fost fondat în 1893 pentru a administra Convenția de la Berna pentru protejarea operelor literare și artistice (conform, Berne Convention for the Protection of Literary and Artistic Works) și Convenția de la Paris pentru protejarea proprietății industriale (conform, Paris Convention for the Protection of Industrial Property).
WIPO a fost formal creată de Convenția de creare a Organizației Mondiale a Proprietății Intelectuale (conform, [the] Convention Establishing the World Intellectual Property Organization), care a fost semnată la Stockholm în 14 iulie 1967 și confirmată la 28 septembrie 1979). Conform articolului 3 al acestei Convenții, WIPO caută "să promoveze protecția proprietății intelectuale în toată lumea (conform originalului, [seeks to] "promote the protection of intellectual property throughout the world"). Mai târziu, în 1974, WIPO a devenit una din agențiile specializate ale Organizației Națiunilor Unite. 
Spre deosebire de alte agenții ale Națiunilor Unite, WIPO are semnificative resurse financiare ce sunt independente față de contribuțiile statelor membre. Spre exemplu, în 2006, se așteaptă ca peste 90 % din venitul WIPO de circa 500 milioane CHF (franci elvețieni) să provină din colectarea de taxe de către International Bureau (IB) a aplicațiilor pentru proprietate intelectuală, respectiv din registrarea sistemelor care sunt administrate de WIPO: Tratatul Cooperativ al Patentelor ([the] Patent Cooperation Treaty), Sistemul Madrid pentru mărci registrate (the Madrid system for trade marks) și Sistemul Haga pentru Drepturile designului industrial ([the] Hague system for industrial designs).
România este semnatară a Convenției de constituire a Organizației Mondiale a Proprietății Intelectuale și unul dintre primele state care au ratificat-o; a devenit membră a organizației la 23 aprilie 1970, dar activitatea sa în domeniul protecției creației intelectuale în cadrul unor convenții internaționale multilaterale datează din 1920 prin aderarea la Convenția de la Paris pentru protecția proprietății industriale, la 6 octombrie 1920 și aderarea la Convenția de la Berna la 1 ianuarie 1927.

## Critică
La fel ca majoritatea formelor multi-guvernamentale, WIPO nu este o organizație formată din persoane alese.
Free Software Foundation, Free Software Foundation Europe și alte organizații neguvernamentale din întreaga lume au propus „Declarația de la Geneva”, prin care se solicită reconsiderarea rolului WIPO. 